# Fuyuki Hinata
Fuyuki Hinata (日向冬樹 Hinata Fuyuki?) es un personaje del manga y anime Sargento Keroro. Es uno de sus protagonistas, junto con Keroro y su hermana Natsumi Hinata. Su seiyū es Tomoko Kawakami y Hōko Kuwashima (episodios 232 al 357).
Uno de sus rasgos más destacados es que carece de resistencia física, pero es tranquilo, con un corazón noble y una gran capacidad para perdonar. Es lo contrario de su hermana Natsumi en muchos aspectos, pues ella es nerviosa y colérica, muy buena en gimnasia y estudios. Cuando se enfada mucho, libera gran cantidad de ira almacenada que incluso asusta a Natsumi.  Sus nombres y colores tradicionales son opuestos, pues el nombre de Fuyuki significa árbol de invierno, y el azul es su color, mientras que el de Natsumi significa belleza  de verano y su color es el rojo. Fuyuki está obsesionado con lo paranormal y la ciencia ficción, y por razones desconocidas, tiende a encontrar muchas y extrañas criaturas. Es delegado, fundador y jefe del Club de lo Paranormal de la escuela Yotaka, no reconocido en el centro.
Su apariencia refleja la de un chico normal japonés, pelo negro, ojos violeta oscuro, y una altura media. Es un chico muy cariñoso, dulce y que rebosa amistad; pero eso sí, cuando se enfada es de temer.
Fuyuki tiene un estrecho vínculo con Keroro, aunque se supone que son enemigos. Le suele llamar cariñosamente sargento y pasan mucho tiempo juntos. Él es que ha salvado a la Tierra de ser destruida, así como el responsable de mantener la Kerobola fuera del alcance de Keroro, ya que es una extraña y peligrosa arma keronense que Fuyuki a veces utiliza inconscientemente como un juguete o arma.
- Datos: Q908097